# Оседлавший ветер
«Оседлавший ветер» (англ. Windrider; также известен под названием Making Waves) — австралийская мелодрама 1986 года, снятая режиссёром Винсентом Монтоном. Главную женскую роль в фильме исполнила Николь Кидман.

## Сюжет
Стюарт Симпсон — юноша из невероятно богатой семьи — невероятно увлечён виндсёрфингом. Всё своё время он посвящает этому виду спорта. Однако его отец считает, что Стюарт тратит время, и он должен найти постоянную солидную работу даже несмотря на то, что отец видит успехи сына, когда-то противится морской волне. С помощью инженера Говарда, работающего на его отца, Стюарт разрабатывают невероятную доску, чтобы принять участие в международном соревновании по виндсёрфингу. Между тем, Стюарт знакомится с очаровательной певицей Джейд, однако их роман сталкивается с рядом препятствий, когда приближающиеся соревнования отодвигают на второй план любовь и дружбу в жизни Стюарта.

## В ролях
- Том Барлинсон — Стюарт Пи. Си. Симпсон
- Николь Кидман — Джейд
- Бад Тингвелл — Стюарт Симпсон-Старший
- Джилл Перриман — мисс Джодж
- Саймон Чилверс — Говард
- Ким Баллад — Койот
- Стиг Вэмисс — Ратсо
- Марк Уилльямс — Манглс
- Аластар Каммингс — «Кролик»
- Робин Миллер — Уолли
- Мэтт Паркинсон — Лёрч
- Лоррейн Вебстер — Мад
- Джон Райан — МакБрайд
- Ленс Карапеткофф — Кинг
- Рик Уайттл — Росс
- Пенни Браун — Кейт
- Алистар Браунинг — Крэм

## Съёмки
Съёмки проходили в городе Перт, Западная Австралия с сентября по ноябрь 1985 года.
Фильм ознаменовался собой первую взрослую роль знаменитой австралийской актрисы Николь Кидман, также снявшейся в нескольких эротических сценах для картины. В одном из интервью актрисы отметила, что роль привлекла её потому, что персонаж Джейд был старше самой актрисы: «Моё взросление было неизбежным. Зрители до сих пор помнят меня 15-летней девчонкой, но сейчас восприятия меня как актрисы и женщины медленно, но уверенно меняется. В любом случае, агенту по подбору актёров было сложно угадать, где мои возрастные границы — я смогу сыграть и 22, 23 и 24-летнюю, и физическая внешность тому не преграда — всё дело в актёрской игре».

## Релиз

### Премьера
Премьера фильма в Австралии и США состоялась 26 декабря 1986 года. Фильм показывался в 26 кино-театрах, общие внутренние сборы составили $19 367, а дистрибуцией занималась компания «MGM».

### Выход на видео
Компания Umbrella Entertainment выпустила фильм на DVD в 2009 году.

### Саундтрек
В фильме звучали песни:
- «Young Days» — Boyd Wilson
- «Reason To Be» — Boyd Wilson
- «Do You Believe» — Boyd Wilson
- «Running Hot» — Lisa Hill
- «Alone» — Lisa Hill
- «Love Is Never Like Your Dreams» — Lisa Hill
- «Only Way To Fly» — Karina Tomes
- «Hello» — Karina Tomes
- «Take This Love» — Karina Tomes